# アレクサ・グレイ
アレクサ・グレイ（Alexa Gray、1994年8月7日 - ）は、カナダの女子バレーボール選手。ポジションはアウトサイドヒッター。カナダ代表。

## 来歴

### クラブチーム
レスブリッジ出身。カルガリーのCentennial高校ではラグビーとバスケットボールもしていた。 2012年、アメリカのブリガムヤング大学へ進学し2014年のNCAA女子バレーボール選手権で準優勝を果たした。大学卒業後の2016/17シーズンは韓国リーグのGSカルテックスでプレーした。2017/18シーズンはイタリアセリエA2のVolley Soveratoでプレーした。2018/19シーズンはセリエA1のカザルマッジョーレでプレーし、セリエA1リーグで6位となった。2020年、FVブスト・アルシーツィオへ移籍し、2年間活躍した。2020/21シーズンのセリエA1ではベストアウトサイドヒッター賞を受賞した。2022/23シーズンからは強豪クラブのイモコ・バレー・コネリアーノと契約し世界クラブ選手権とセリエA1リーグ、イタリアカップで優勝を果たした。セリエAリーグではMVPに選ばれる活躍をみせた。 2023/24シーズンはトルコリーグのエジザージュバシュへ移籍した。

### 代表チーム
2017年、カナダ代表に初選出され、同年のワールドグランプリでデビューした。2018年、日本で開催された世界選手権に出場した。2019年、FIVBチャレンジャーカップではベストスコアラー部門で1位となる活躍で優勝を果たした。同年の北中米選手権で銅メダルを獲得し、自身もベストアウトサイドヒッター賞を受賞した。2022年、ネーションズリーグと世界選手権では中心選手として活躍した。

## 球歴
- 世界選手権 - 2018年、2022年
- ネーションズリーグ - 2021年、2022年
- 北中米選手権 - 2019年、2021年

## 受賞歴
- 2014年 - NCAA女子バレーボール選手権 ベストアウトサイドヒッター賞
- 2019年 - チャレンジャーカップ ベストスコアラー
- 2019年 - 北中米選手権 ベストアウトサイドヒッター賞
- 2021年 - 2020/21 イタリアセリエA1 ベストアウトサイドヒッター賞
- 2023年 - 2022/23 イタリアセリエA1 MVP
- 2023年 - 北中米選手権 ベストアウトサイドヒッター賞

## 所属クラブ
- ブリガムヤング大学（2012-2015年）
- GSカルテックス（2016-2017年）
- Volley Soverato（2017-2018年）
- カザルマッジョーレ（2018-2019年）
- VolAlto 2.0 Caserta（2019-2020年）
- サヴィーノ・デルベーネ・スカンディッチ（2020年）
- FVブスト・アルシーツィオ（2020-2022年）
- イモコ・バレー・コネリアーノ（2022-2023年）
- エジザージュバシュ（2023年-）